# Carica majka Yan Ming
Carica majka Yan Ming (匽明) (? - 152.), formalno Carica Xiaochong (孝崇皇后) bila je kineska carica majka iz doba dinastije Han, poznata po tome što je nosila tu titulu iako sama nikada nije bila carica, odnosno redovna supruga kineskog cara. 
Bila je konkubina Liu Yija, markiza od Liwua, te mu rodila sina Zhija, koji je nakon očeve smrti naslijedio titulu. Kada je godine 146. moćni dvorjan Liang Ji otrovao mladog car Zhija, odlučio je da ga naslijedi 13-godišnji Zhi, zaručen za njegovu sestru Liang Nüying. Zhi je postao novi car pod imenom Huan. Ispočetka je za svoju majku koristio titulu "carska supruga", ali je nakon smrti carice majke Liang, regentice i Liang Jijeve druge sestre, godine 150. svojoj majci dao višu titulu "carice majke".